# Эдебири, Айо
А́йо Эде́бири (англ. Ayo Edebiri, род. 3 октября 1995, Бостон, Массачусетс) — американский комик, сценаристка, продюсер и актриса. Известна выступлениями в шоу Comedy Central Up Next, а также по подкасту Iconography. Среди наиболее заметных актёрских работ Эдебири роль Сидни Адаму в «Медведе», за которую она получила ряд престижных наград в том числе «Эмми» и «Золотой глобус».

## Биография
Эдебири родилась в Бостоне в набожной семье пятидесятников. Её мать эмигрировала с Барбадоса, а отец был выходцем из Нигерии. Впервые проявила интерес к комедии после посещения драматического кружка в восьмом классе, после этого присоединилась к клубу импровизации в Бостонской латинской школе.
Окончила Нью-Йоркский университет со степенью бакалавра педагогики. На первом курсе прошла стажировку в Upright Citizens Brigade, планируя в будущем стать профессиональным комиком.
Эдебири начала профессиональную карьеру комика со стендап-сетами на шоу Comedy Central Up Next. В мае 2020 года на том же канале начал выходить сериал «Айо и Рэйчел не замужем» (англ. Ayo and Rachel Are Single), для которого она написала сценарий и выступила одной из главных актрис, наряду со своей подругой Рэйчел Сеннотт.
Эдебири занималась написанием сценариев для сериалов «The Rundown with Robin Thede» и «Солнечная сторона». После этого была приглашена в качестве актёра озвучки в анимационный ситком «Большой рот» (четвёртый сезон). После того, как Дженни Слейт отказалась от озвучивания персонажа Мисси, в пользу темнокожей актрисы, Эдебири прошла прослушивание и заменила её в августе 2020 года. Кроме того, Эдебири участвовала в создании «Дикинсон» на Apple TV+, в качестве сценаристки и актрисы во втором сезоне сериала.
Среди других проектов Эдебири фигурируют: мультсериалы Mulligan (в качестве сценаристки) и We Lost Our Human (в качестве актрисы озвучания). Также участвовала в съёмках экранизации романа Дженнифер Э. Смит «Привет, до свидания и всё, что между ними», в одной из второстепенных ролей. В 2022 году она присоединилась к актёрскому составу сериала «Медведь», где сыграла одну из центральных героинь. Проект был высоко оценён кинокритиками, а сама актриса получила несколько престижных наград, в том числе «Золотой глобус» за «Лучшую женскую роль».
Вместе с Оливией Крейгхед ведёт подкаст Iconography, в которых обсуждает с гостями их кумиров. К 2020 году было выпущено 2 сезона.

## Личная жизнь
Агитировала за Демократических социалистов Америки.
Эдибири позиционирует себя как квир-персону.

## Фильмография
| Год          |    | Русское название                          | Оригинальное название                       | Роль                           |
| ------------ | -- | ----------------------------------------- | ------------------------------------------- | ------------------------------ |
| 2014         | с  |                                           | Defectives                                  | Стэйси                         |
| 2020         | мс |                                           | Bigtop Burger                               | Фрэнсис                        |
| 2020—2025    | мс | Большой рот                               | Big Mouth                                   | Мисси                          |
| 2020         | ф  | Вписка                                    | Shithouse                                   | Эмили                          |
| 2020         | ф  | Цикада                                    | Cicada                                      | Никки                          |
| 2021         | с  | Дикинсон                                  | Dickinson                                   | Хэтти                          |
| 2021         | с  | Платформа                                 | The Premise                                 | Ив Стоун                       |
| 2021         | ф  | Нам всем конец                            | How It Ends                                 | Стэнд Ап                       |
| 2021         | ф  | As of Yet                                 | As of Yet                                   | Хадиджа                        |
| 2022         | с  |                                           | Pause with Sam Jay                          | гостья вечеринки               |
| 2022         | ф  | Привет, до свидания и всё, что между ними | Hello, Goodbye, and Everything in Between   | Стелла                         |
| 2022 — н. в. | с  | Медведь                                   | The Bear                                    | Сидни Адаму                    |
| 2023         | ф  | Театральный лагерь                        | Theater Camp                                | Хадиджа                        |
| 2023         | с  | Всемирная история, часть 2                | History of the World, Part II               | жена Иафета                    |
| 2023         | мф | Черепашки-ниндзя: Погром мутантов         | Teenage Mutant Ninja Turtles: Mutant Mayhem | Эйприл О’Нил                   |
| 2023         | с  | Начальная школа Эбботт                    | Abbott Elementary                           | Аиша Тигс                      |
| 2023         | ф  | Неудачницы                                | Bottoms                                     | Джози                          |
| 2023         | мс |                                           | Kiff                                        | профессор Тотси                |
| 2023         | мс | Маллиган                                  | Mulligan                                    | генерал Скарпаччо/Джейсон Муди |
| 2023         | ф  | Нежный восток                             | The Sweet East                              | Молли                          |
| 2023         | с  | Я думаю вам стоит уйти с Тимом Робинсоном | I Think You Should Leave with Tim Robinson  | ведущая VR-шоппинга            |
| 2023         | мф | Человек-паук: Паутина вселенных           | Spider-Man: Across the Spider-Verse         | Глори Грант                    |
| 2023         | с  | Чёрное зеркало                            | Black Mirror                                | профессор Сэнди                |
| 2023         | мс | Школа клонов                              | Clone High                                  | Гарриет Табмен                 |
| 2024         | мф | Головоломка 2                             | Inside Out 2                                | Зависть                        |
| 2024 — н. в. | мс | Черепашки-ниндзя: Истории                 | Tales of the Teenage Mutant Ninja Turtles   | Эйприл О’Нил                   |
| 2025         | ф  | После охоты                               | After the Hunt                              | Мэгги Прайс                    |
| 2025         | ф  | Элла Маккей                               | Ella McCay                                  | Сьюзан                         |

## Награды и номинации
| Награда                                  | Год  | Категория                                                               | Работа                                         | Результат | Ссылка |
| ---------------------------------------- | ---- | ----------------------------------------------------------------------- | ---------------------------------------------- | --------- | ------ |
| Премия «Готэм»                           | 2022 | Выдающееся выступление в новом сериале                                  | Медведь                                        | Номинация | [ 16 ] |
| Премия «Золотой глобус»                  | 2024 | Лучшая женская роль в телевизионном сериале — комедия или мюзикл        | Медведь                                        | Победа    | [ 17 ] |
| Премия «Золотой глобус»                  | 2025 | Лучшая женская роль в телевизионном сериале — комедия или мюзикл        | Медведь                                        | Ожидается | [ 18 ] |
| Премия «Эмми»                            | 2023 | Лучшая женская роль второго плана в комедийном сериале                  | Медведь                                        | Победа    | [ 19 ] |
| Премия «Эмми»                            | 2024 | Лучшая женская роль в комедийном сериале                                | Медведь                                        | Номинация | [ 20 ] |
| Премия «BAFTA»                           | 2024 | Восходящая звезда                                                       | —                                              | Номинация | [ 21 ] |
| Премия Гильдии киноактёров США           | 2023 | Лучший актёрский состав в комедийном сериале                            | Медведь                                        | Номинация | [ 22 ] |
| Премия Гильдии киноактёров США           | 2024 | Лучший актёрский состав в комедийном сериале                            | Медведь                                        | Победа    | [ 23 ] |
| Премия Гильдии киноактёров США           | 2024 | Лучшая женская роль в комедийном сериале                                | Медведь                                        | Победа    | [ 23 ] |
| Премия Ассоциации телевизионных критиков | 2023 | Личные достижения в комедии                                             | Медведь                                        | Номинация | [ 24 ] |
| Премия Ассоциации телевизионных критиков | 2024 | Личные достижения в комедии                                             | Медведь                                        | Номинация | [ 25 ] |
| Премия Гильдии сценаристов США           | 2023 | Лучший сценарий в эпизоде комедийного сериала                           | Медведь                                        | Номинация | [ 26 ] |
| Премия «Спутник»                         | 2024 | Лучшая женская роль в телевизионном сериале — комедия или мюзикл        | Медведь                                        | Номинация | [ 27 ] |
| Премия NAACP Image Awards                | 2023 | Лучший сценарий в комедийном сериале                                    | Чем мы заняты в тени (эпизод «Private School») | Номинация | [ 28 ] |
| Премия NAACP Image Awards                | 2024 | Лучшая женская роль второго плана в комедийном сериале                  | Медведь                                        | Победа    | [ 29 ] |
| Премия NAACP Image Awards                | 2024 | Лучшая приглашенная роль в комедийном или драматическом сериале         | Начальная школа Эбботт                         | Номинация | [ 29 ] |
| Премия «Независимый дух»                 | 2023 | Лучшая роль второго плана в новом сериале                               | Медведь                                        | Победа    | [ 30 ] |
| Премия «Dorian»                          | 2023 | Лучшая роль второго плана на ТВ — комедия                               | Медведь                                        | Победа    | [ 31 ] |
| Премия «Выбор критиков»                  | 2023 | Лучшая женская роль второго плана в комедийном сериале                  | Медведь                                        | Номинация | [ 32 ] |
| Премия «Выбор критиков»                  | 2024 | Лучшая женская роль в комедийном сериале                                | Медведь                                        | Победа    | [ 33 ] |
| Премия «Black Reel»                      | 2023 | Лучшая женская роль второго плана в комедийном сериале                  | Медведь                                        | Номинация | [ 34 ] |
| Премия «Black Reel»                      | 2024 | Лучшее озвучивание                                                      | Черепашки-ниндзя: Погром мутантов              | Номинация | [ 35 ] |
| Astra TV Awards                          | 2023 | Лучшая актриса второго плана в комедийном сериале                       | Медведь                                        | Победа    | [ 36 ] |
| Astra TV Awards                          | 2023 | Лучшая работа сценариста в телевизионном или кабельном сериале, комедия | Чем мы заняты в тени (эпизод «Private School») | Победа    | [ 36 ] |
| Astra Creative Arts TV Awards            | 2023 | Лучшая приглашенная актриса в комедийном сериале                        | Начальная школа Эбботт                         | Победа    | [ 36 ] |